# Otto Müller (Bildhauer)

Otto Müller, Foto: Heinz Baumann, Comet Photo, Bildarchiv der ETH Zürich, ca. 1980

Otto Müller (* 4. August 1905 in Thalwil, Kanton Zürich; † 25. Dezember 1993 in Zürich) war ein Schweizer Bildhauer.

## Leben und Werk

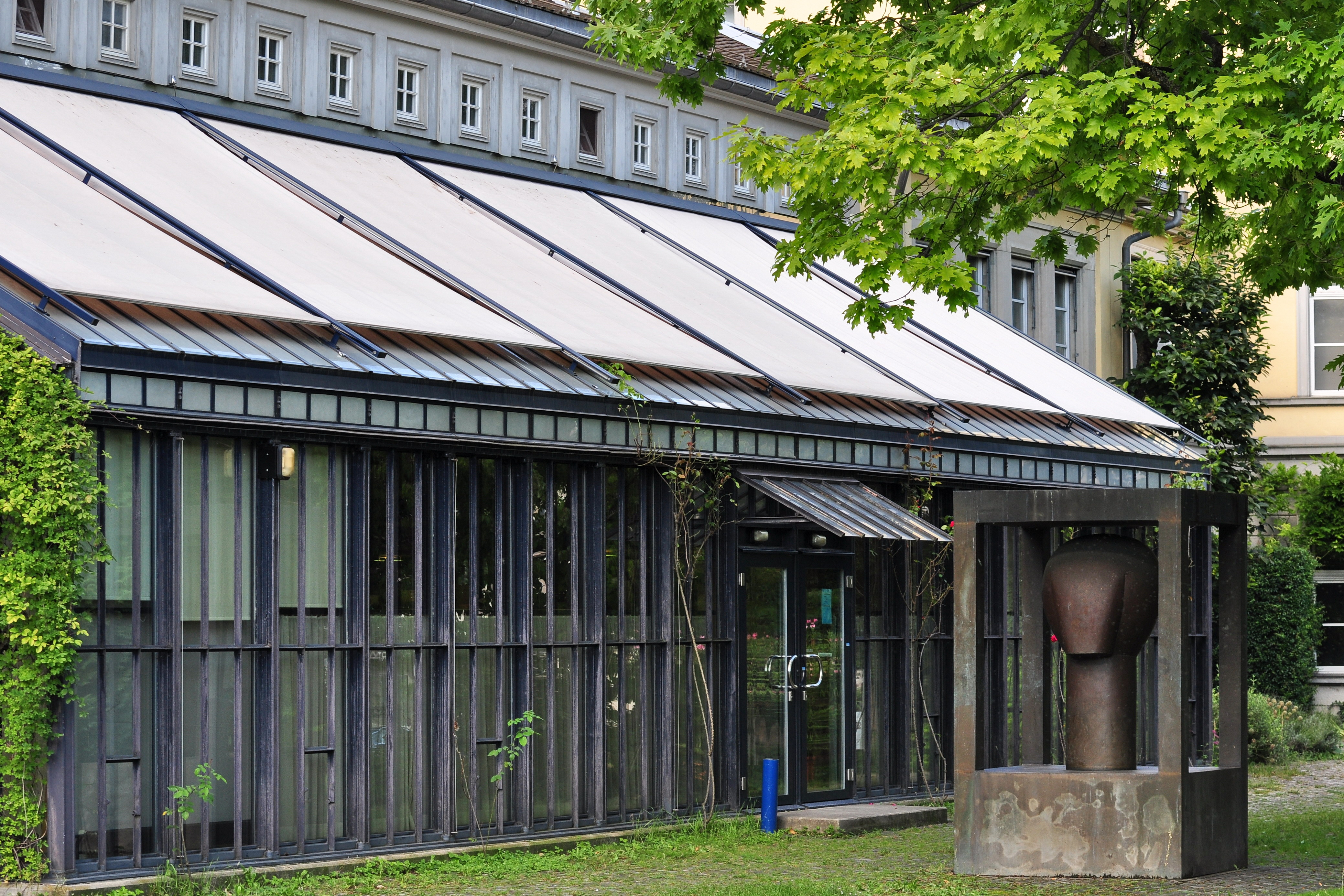
Skulptur von Otto Müller im alten botanischen Garten «zur Katz» beim Völkerkundemuseums Zürich

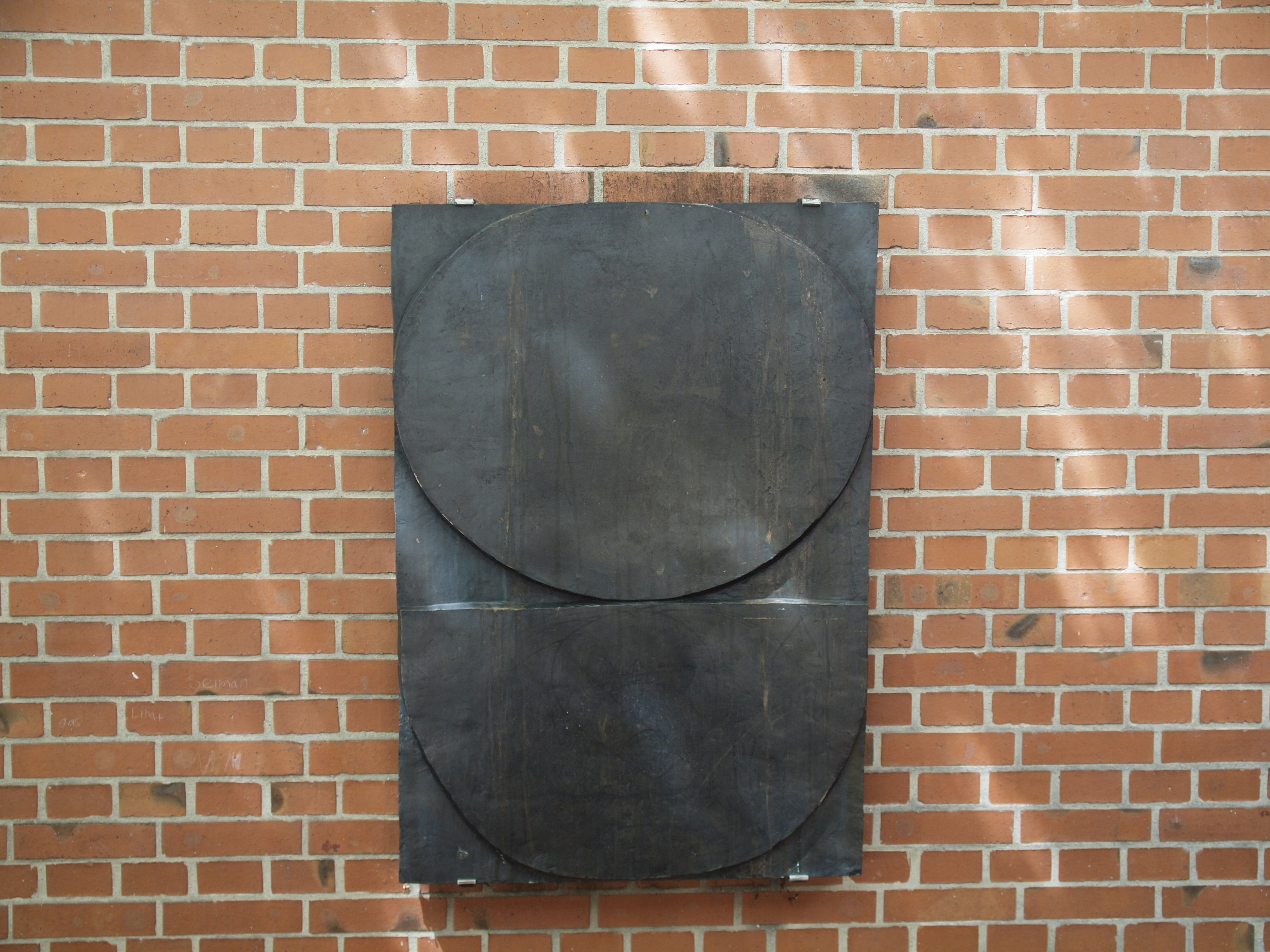
Skulptur Relief II, Schulhaus Auhof, Zürich-Schwamendingen, 1957–1959

Otto Müller war der Bruder von Heinrich Müller. Müller liess sich bei dem Zürcher Bildhauer Ernst Dallmann zum Bildhauer ausbilden. Diese Zeit blieb ihm in so schlechter Erinnerung, dass er sich als Autodidakt bezeichnete. Als Steinbildhauer arbeitete er auch im Atelier von Karl Geiser. Mit dem Entwurf zweier Arbeiterfiguren gewann Müller 1940 den Wettbewerb für eine Freiplastik vor dem Technikum Winterthur.
Nach seiner Lehrzeit hielt sich Müller Jahre lang mit dem Malen von Kinoplakaten über Wasser. In der Region Zürich hat er zahlreiche Skulpturen und Reliefs im öffentlichen Raum hinterlassen. Sein Werk Kopf im Gehäuse von 1978/1979 steht im Garten des Völkerkundemuseums der Universität Zürich. Weitere Werke sind etwa Hirsch und Kuh und Kälblein von 1948 in Zürich-Friesenberg.
Seine 22 Jahre jüngere Schülerin Trudi Demut, die er auch in die Geschichte der Kunst, Philosophie und Literatur einführte, wurde später seine Lebensgefährtin. Im Jahr 1953 gehörte Müller mit Trudi Demut, Hans Aeschbacher und anderen zu den ersten Künstlern, die im neu erbauten Atelierhaus Wuhrstrasse der «Baugenossenschaft Maler und Bildhauer Zürich» ein eigenes Atelier bezogen.
Müller erhielt 1985 den Kunstpreis der Stadt Zürich. Neben anderen gehörte der Schweizer Bildhauer Hans Josephsohn zu seinen Schülern.
Otto Müller starb am 25. Dezember 1993 im Alter von 88 Jahren in Zürich.